# Eckart von Hirschhausen

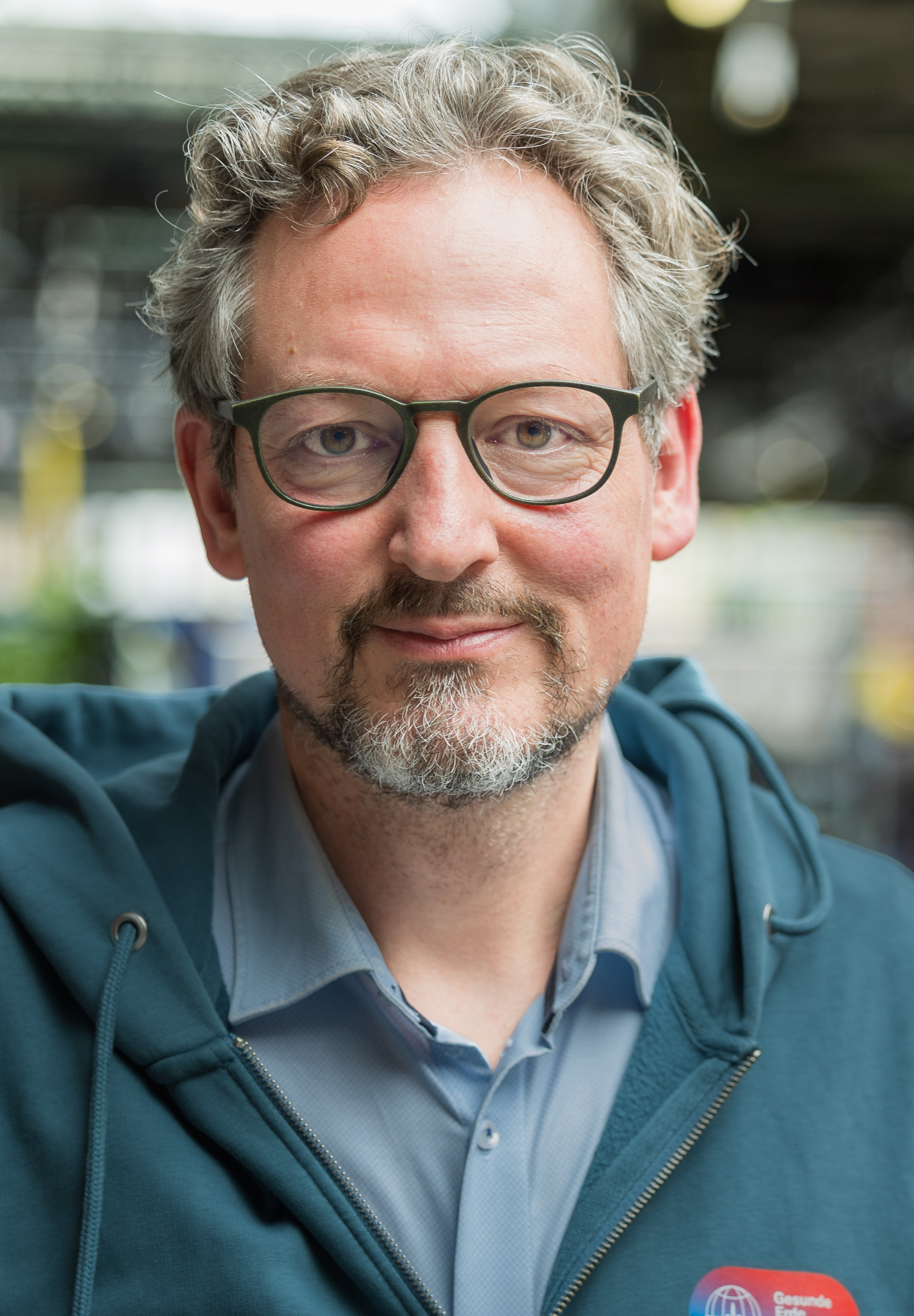
Eckart von Hirschhausen (2024)

Eckart Axel von Hirschhausen (* 25. August 1967 in Frankfurt am Main) ist ein deutscher Arzt, Fernsehmoderator, Kabarettist, Komiker, Webvideoproduzent, Fernsehproduzent, Wissenschaftsjournalist und Autor. Der promovierte Mediziner und Honorarprofessor äußert sich auf allgemeinverständliche Art besonders zu gesundheitlichen Themen und seit 2019 zunehmend zu Themen rund um den Klimawandel.

## Leben

### Herkunft und Familie
Eckart von Hirschhausen entstammt der deutschbaltischen Gelehrtenfamilie Hirschhausen, die im Jahr 1835 mit Jacob Johann Anton Hirschhausen in den erblichen russischen Adelsstand erhoben wurde. Er wurde als drittes von vier Kindern des Chemikers Heinrich von Hirschhausen und dessen Frau Ingeborg, geb. Winter, in Frankfurt am Main geboren und wuchs ab seinem ersten Lebensjahr zusammen mit seinen Geschwistern im Berliner Ortsteil Zehlendorf auf. Sein Bruder ist der Wirtschaftswissenschaftler Christian von Hirschhausen.

### Medizinische Ausbildung und Lehre
Nach dem Abitur, das er 1985 am Schadow-Gymnasium ablegte, studierte er mit einem Stipendium der Studienstiftung des deutschen Volkes an der Freien Universität Berlin, der Universität Heidelberg sowie am Royal Free Hospital in London Medizin. Von 1992 bis 1993 arbeitete er als Arzt im Praktikum am Bezirksspital Meyriez der Universität Bern und am Chris Hani Baragwanath Hospital der Witwatersrand-Universität in Johannesburg/Südafrika; von 1993 bis 1994 in der Kinderneurologie der Freien Universität Berlin. Im Mai 1994 wurde er an der Universität Heidelberg bei Konrad Meßmer mit einer Arbeit zum Thema Wirksamkeit einer intravenösen Immunglobulintherapie in der hyperdynamen Phase der Endotoxinämie beim Schwein „magna cum laude“ promoviert.
Als Lehrbeauftragter im Rahmen des Kurses Medizinische Terminologie hält Eckart von Hirschhausen seit 2008 Vorlesungen für Medizinstudenten am Institut für Geschichte, Theorie und Ethik der Medizin der Justus-Liebig-Universität Gießen. Im Januar 2022 wurde von Hirschhausen zum Honorarprofessor am Fachbereich Medizin der Philipps-Universität Marburg ernannt. Dort soll er an der Ausbildung von Medizinstudenten mitwirken, vorrangig im Bereich „Klimawandel & Medizin“ sowie „Sprache in der Medizin“.

### Kabarettist
Während seiner Studienzeit sammelte Eckart von Hirschhausen erste Bühnenerfahrungen als Zauberkünstler und Varietémoderator (unter anderem im Wintergarten Berlin, Varieté et cetera Bochum, GOP Varieté-Theater Hannover und im Schmidt Theater in Hamburg).
In der Kombination von wissenschaftlichen Inhalten und komödiantischer Darbietung entwickelte er das Medizinische Kabarett als neues Genre, bei dem er Wert auf die Themen Laienaufklärung und Gesundheitsförderung legt. Zwischen 2001 und 2017 präsentierte er sechs Bühnenprogramme, zum Beispiel Wunderheiler – Wie sich das Unerklärliche erklärt, in dem er sich u. a. mit Medizin und Magie beschäftigt, sowie sein bisher letztes mit dem Titel Endlich!.
Von 2011 bis 2019 produzierte er mit Hellmuth Karasek, Jürgen von der Lippe, Guido Cantz, Ralph Caspers oder Willi Weitzel 5 CD-Projekte unter dem Titel Ist das ein Witz?
Am 14. November 2022 kündigte er das Ende seiner etwa 35 Jahre andauernden Bühnenlaufbahn für Ende März 2023 an. Stattdessen will er sich zukünftig verstärkt dem Klimaschutz widmen.

### Zauberkünstler
Seit 1995 ist Hirschhausen Mitglied im Verein Magischer Zirkel von Deutschland. Bei Wettbewerbsveranstaltungen des Vereins gewann er mehrmals 1. und 2. Preise. 1999 gründete er zusammen mit Bernhard Wolff und drei weiteren Künstlern das „Think Theatre“, das eine Mischung aus Comedy und Zauberkunst bot.

### Journalist und Autor

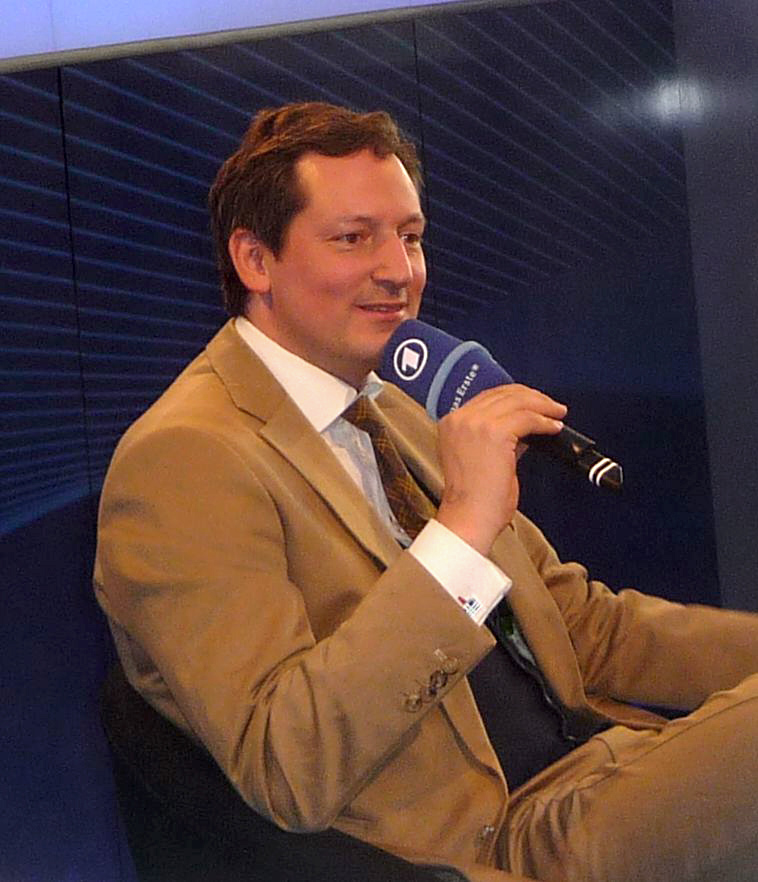
Eckart von Hirschhausen, 2009

Nach seiner Ausbildung zum Arzt absolvierte er ab 1994 das Aufbaustudium Wissenschaftsjournalismus und schreibt seitdem als Gastautor für verschiedene Zeitungen und Zeitschriften wie Tagesspiegel, Welt am Sonntag und Focus. Als regelmäßiger Kolumnist war er für den Stern, emotion, Playboy, Berliner Morgenpost und Hamburger Morgenpost, das Magazin der AOK sowie Gehirn & Geist tätig. Seit 2018 arbeitet das Magazin Stern Gesund leben mit Hirschhausen zusammen und hat seinen Namen in den Titel aufgenommen.
Neben seiner Tätigkeit als Kabarettist begann 2007 seine Karriere als Buchautor. Ähnlich dem Medizinischen Kabarett kombinierte er die Themen Medizin und Humor miteinander. Seine beiden Bücher Die Leber wächst mit ihren Aufgaben und Glück kommt selten allein… führten monatelang die Spitze der Bestsellerlisten im Bereich Sachbuch an und machten ihn mit über 5 Mio. verkauften Exemplaren zum erfolgreichsten Sachbuchautor 2008 und 2009. Im Oktober 2016 erschien sein Buch Wunder wirken Wunder – Wie Medizin und Magie uns heilen.
In seinem 2021 erschienenen Buch Mensch Erde! setzt er sich für nachhaltigen Gesundheits-, Klima- und Artenschutz ein.
Im Februar 2025 erschien das Buch Der Pinguin, der fliegen lernte, das Hirschhausen gemeinsam mit dem Naturfotografen Stefan Christmann veröffentlichte.

### Fernsehmoderator/Auftritte im TV
1995 trat der damals noch unbekannte Eckart von Hirschhausen als Kandidat in der Sendung Geld oder Liebe mit Jürgen von der Lippe auf.
1997 hatte er in der Sendung Casino Royal des WDR einen seiner ersten TV-Auftritte als zaubernder Barkeeper. Von 1998 bis 2003 moderierte er im HR-Fernsehen die wöchentliche Ratgebersendung Service: Gesundheit und von 2004 bis 2006 beantwortete er im ARD-Wissenschaftsmagazin W wie Wissen in der eigenen Rubrik Hirschhausen wills wissen die Fragen der Zuschauer. 2008–2010 moderierte er die Sendung Deutschlands größter Gedächtnistest. 2012 leitete er gemeinsam mit Vince Ebert die WDR-Sendung Der dritte Bildungsweg, moderierte im selben Jahr Prix Pantheon und wirkte in Die RTL Comedy Woche mit. Von 2012 bis 2014 moderierte er zusammen mit Barbara Schöneberger, Hubertus Meyer-Burckhardt, Bettina Tietjen, Judith Rakers und Giovanni di Lorenzo die von 2012 bis 2014 einmal jährliche Show Best of Talk im NDR.
2013 moderierte von Hirschhausen drei Folgen von Ist das ein Witz? und die einmalige Comedyshow Hirschhausen hilft!. Gemeinsam mit Bettina Tietjen führte er von September 2009 bis November 2014 einmal im Monat durch die NDR-Talkshow Tietjen und Hirschhausen. Von 2010 bis 2023 moderierte er in der ARD die Wissensshows Frag doch mal die Maus und von 2010 bis 2022 Hirschhausens Quiz des Menschen (bis 2013: Das fantastische Quiz des Menschen), sowie von 2023 bis 2025 den Nachfolger Was kann der Mensch? Die Hirschhausen-Show. 2017 moderierte er die Sendung Hirschhausens Check-up sowie deren Nachfolgesendung Hirschhausen im…. Seit 2020 moderiert er die Gesundheitsshow Hirschhausens Sprechstunde, zu der seit Herbst 2020 unter anderem der Podcast Hirschhausens Sprechstunde – Der Podcast im WDR 4 gehört. Seit 2021 moderiert Hirschhausen die Sendung Wissen vor acht. 2023 gab er die Wissensshow Frag doch mal die Maus an Esther Sedlaczek ab.
Daneben hatte er zahlreiche Gastauftritte in vielen bekannten Talkshows, Quizshows, Kabarett- und Comedy-Formaten bei ARD, ZDF, NDR, WDR etc.

#### Aktuell von ihm moderierte Sendungen
- seit 2017: Hirschhausen im…, Das Erste, WDR
- seit 2021: Wissen vor Acht – Erde, Das Erste
- seit 2021: Hirschhausens Sprechstunde – Der Podcast, WDR 4

#### Frühere Sendungen (Auswahl)
- 1998–2003: Service: Gesundheit, HR-Fernsehen
- 2004–2006: W wie Wissen: Dr. von Hirschhausen wills wissen (Beantwortung von Zuschauerfragen), Das Erste
- 2012: Der dritte Bildungsweg, WDR
- 2012: Prix Pantheon, Das Erste
- 2009–2014: Tietjen und Hirschhausen, NDR
- 2010–2022: Hirschhausens Quiz des Menschen (bis 2013 Das fantastische Quiz des Menschen), Das Erste
- 2010–2022: Frag doch mal die Maus, Das Erste
- 2013: Ist das ein Witz?, Das Erste
- 2013: Hirschhausen hilft!, Das Erste
- 2013: Zum Glück mit Hirschhausen, Das Erste
- 2017: Hirschhausens Check-up, Das Erste
- 2020: Quarks (Extrafolge), WDR
- 2020–2021: Hirschhausens Sprechstunde, Das Erste, WDR
- 2021: Wir & das Virus, ZDF
- 2021: Die sieben Bösen – Eckart von Hirschhausen: Der Sünde auf der Spur, 3sat
- 2022: Team Hirschhausen! Einfach besser leben, Das Erste
- 2023–2025: Was kann der Mensch? Die Hirschhausen-Show, Das Erste

### Filme und Reportagen im TV
2018 erschien in Zusammenarbeit mit Tobias Esch der Film Eckart von Hirschhausen & Tobias Esch: Die bessere Hälfte in 3sat. 2018 startete ebenfalls in 3sat die Filmreihe Eckart von Hirschhausen: (…) mit dem ersten Film Lach dich Gesund. 2021 folgte der zweiter Film dieser Reihe mit dem Titel Mensch Erde!.
Zwischen Dezember 2020 und November 2024 drehte Hirschhausen für die ARD 5 Reportagen zum Thema Corona: Dezember 2020 „Hirschhausen auf Intensiv“, Februar 2021 „Hirschhausen als Impfproband“, Dezember 2021 „Corona ohne Ende“, Juni 2022 „Long Covid – Die Pandemie der Unbehandelten“ und November 2024 „Hirschhausen und der lange Schatten von Corona“.
Für die vorletzte Dokumentation wurde er wegen des unkritischen Berichts über eine umstrittene Behandlungsmethode gegen Long Covid scharf kritisiert.

### Webvideoproduzent
Eckart von Hirschhausen betreibt seit 2012 einen YouTube-Kanal, wo er Ausschnitte aus Auftritten im Fernsehen (zum Beispiel: Frag doch mal die Maus oder Hirschhausens Quiz des Menschen), Interviews oder eigenhändig gedrehte Videos veröffentlicht.

### Produzent
Seit Juli 2022 ist Eckart von Hirschhausen offizieller Geschäftsführer der neu gegründeten Produktionsfirma Hirschhausen Media GmbH. Seit 2010 arbeitet er mit der Firma Ansager & Schnipselmann zusammen, die 50 % Marktanteile an Hirschhausen Media hält. Das erste von ihr produzierte Format ist Team Hirschhausen! Einfach besser leben.

### Privates
Von Hirschhausen lebt, mit Unterbrechung für sein Studium an der University of London, seit seinem ersten Lebensjahr in Berlin. Nach eigenen Angaben spricht er Deutsch, Englisch, Französisch und Portugiesisch.
Eckart von Hirschhausen hat – nach eigener Aussage – eine Aufmerksamkeitsstörung (ADHS).

## Ehrenamtliche Aktivitäten

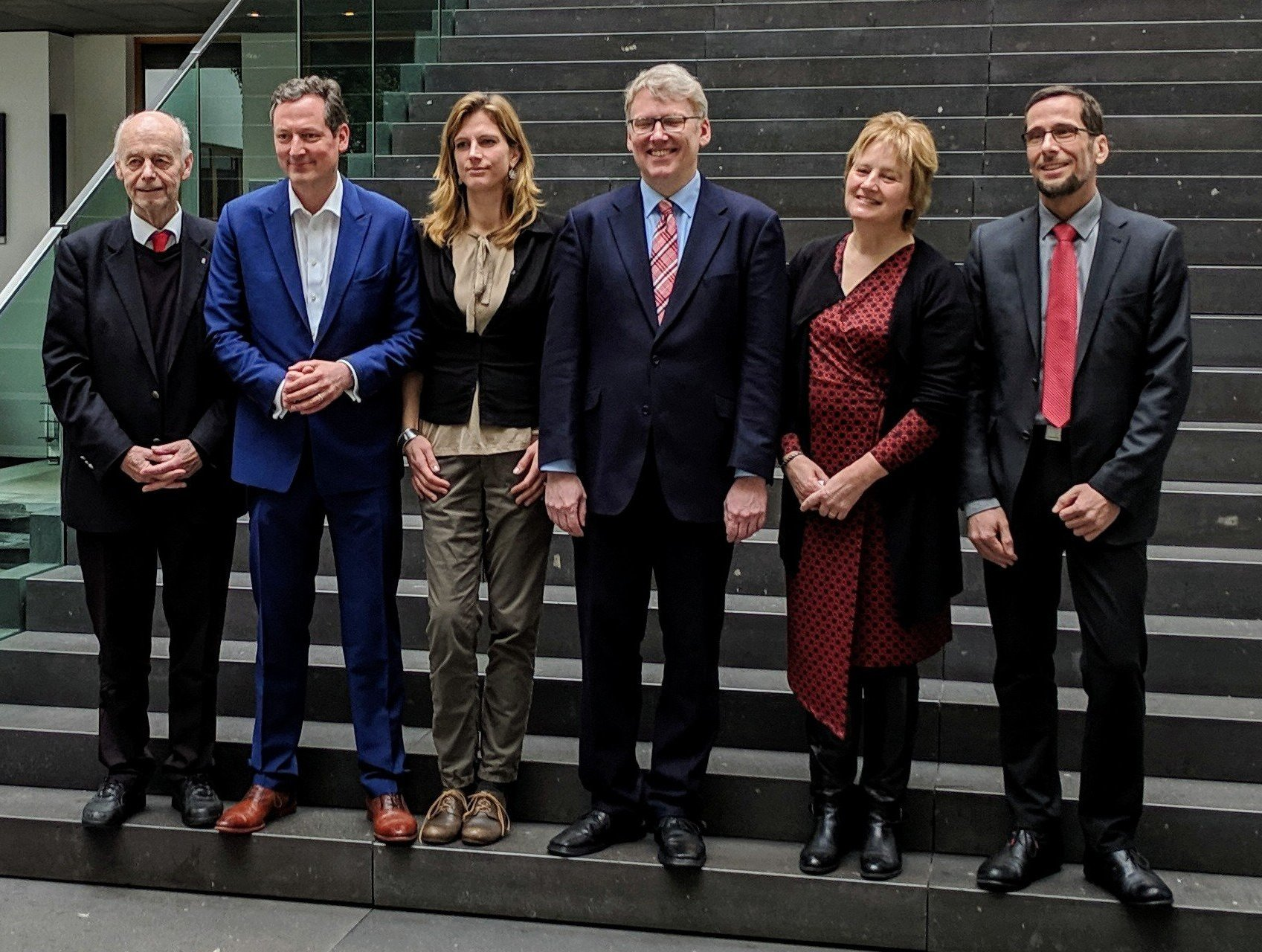
Detlev Ganten, Eckart von Hirschhausen, Maja Göpel, Gregor Hagedorn, Karen Helen Wiltshire und Volker Quaschning (von links nach rechts) bei der Vorstellung der #Scientists4Future-Stellungnahme am 12. März 2019 in Berlin vor der Bundespressekonferenz

Eckart von Hirschhausen interessiert sich für die u. a. von Patch Adams propagierte positive Wirkung des Lachens. Gemäß dem Motto „Wer Schmerzen hat, sollte also nicht allein sein und etwas zu lachen haben“ gründete er 2008 seine Stiftung Humor hilft Heilen, die Clowns in Krankenhäuser und Pflegeheime bringt, sich für die Weiterbildung von Ärzten, Pflegekräften und Clowns einsetzt und das therapeutische Lachen in Medizin, Arbeitswelt und Öffentlichkeit fördert. Ferner engagiert sich von Hirschhausen für Gesundheit und Glück als Inhalte der Schulbildung und unterstützt den europaweiten Wettbewerb Be Smart – Don’t Start zum Nichtrauchen an Schulen. Er gehört darüber hinaus dem Kuratorium der Stiftung Deutsche Krebshilfe an. Von ihm gefördert werden unter anderem als „Lesebotschafter“ die Stiftung Lesen, die Stiftung Deutsche Depressionshilfe und Suizidprävention und Ärzte ohne Grenzen. Außerdem ist er Mitglied des Kuratoriums der DFL Stiftung (ehemals Bundesliga-Stiftung), des wissenschaftlichen Beirats des Netzwerkes Singende Krankenhäuser sowie Beirat beim gemeinnützigen Analyse- und Beratungshaus Phineo.
Von Hirschhausen unterstützte 2009 die Berliner Pro-Reli-Volksentscheid-Kampagne, die den in Berlin freiwilligen Religionsunterricht statt eines gemeinsamen Ethikunterrichts zum Wahlpflichtfach machen wollte. Beim Volksentscheid stimmten 51,4 % gegen die Gesetzesänderung; auch wurde das Zustimmungsquorum von 25 % nicht erreicht.
Seit 2014 engagiert sich von Hirschhausen als Beiratsmitglied für die Heraeus Bildungsstiftung. 2013 hat er die Schirmherrschaft für das Ronald McDonald Haus in Mainz übernommen. 2016 bis 2017 war er als Reformationsbotschafter Teil einer Medienkampagne der Evangelischen Kirche in Deutschland anlässlich des 500. Reformationsjubiläums.
Von Hirschhausen ist im wissenschaftlichen Beirat des investigativen Mediums MedWatch. Er ist zudem ein bekannter Vertreter von Scientists for Future, einer Bewegung, die sich für ein politisches Handeln zur Überwindung der Klimakrise einsetzt.
Im März 2020 gründete er die Stiftung Gesunde Erde Gesunde Menschen gGmbH, die Förderungen u. a. von der Bill & Melinda Gates Foundation und der Stiftung Mercator erhält.

## Werke
Solokabarettprogramme
- Filetspitzen (2001)
- Sprechstunde (2002)
- Glücksbringer (2005)
- Liebesbeweise (2009)
- Wunderheiler (2013)
- Endlich (2017)

CDs
- Sprechstunde classic (2003)
- Sprechstunde forte (2005)
- Glücksbringer (2006, DE: Gold)[41]
- Die Leber wächst mit ihren Aufgaben (2008, DE: Gold (Hörbuch-Award))
- Glück kommt selten allein. 2009.
- Liebesbeweise (2010)
- Ist das ein Witz?: Kommt ein Literaturkritiker zum Arzt … (2011), gemeinsam mit Hellmuth Karasek
- Wohin geht die Liebe, wenn sie durch den Magen durch ist? (2012)
- Die große Live-Edition (2013) (Sprechstunde – Sprechstunde forte – Glücksbringer – Liebesbeweise)
- Ist das ein Witz? Vol. 2: Kommt ein Komiker zum Arzt … (2014), gemeinsam mit Jürgen von der Lippe
- Wunderheiler (2014)
- Ist das ein Witz? Vol. 3: Kommt ein Entertainer zum Arzt … (2015), gemeinsam mit Guido Cantz
- Wunder wirken Wunder: Wie Medizin und Magie uns heilen (2016)
- Ist das ein Witz? Vol. 4: Kommt ein Kind zum Arzt … (2017), gemeinsam mit Ralph Caspers
- Die große Hör-Edition: Die Live-Lesungen zum Mithören und Mitlachen (2017) (Die Leber wächst mit ihren Aufgaben – Glück kommt selten allein – Wohin geht die Liebe, wenn sie durch den Magen durch ist? – Wunder wirken Wunder)
- Ist das ein Witz? Vol. 5: Kommt noch ein Kind zum Arzt … (2019), gemeinsam mit Willi Weitzel

DVDs
- Glücksbringer (2007, DE: Gold)
- Glück kommt selten allein… (2009, DE: Gold)
- Liebesbeweise (2011)
- Ist das ein Witz?: Kommt ein Literaturkritiker zum Arzt … (2012)
- Eckart von Hirschhausen – Die Live-Doppelbox (2013)
- Wunderheiler (2016)

Bücher
- Wirksamkeit einer intravenösen Immunglobulintherapie in der hyperdynamen Phase der Endotoxinämie beim Schwein. Ruprecht-Karls-Universität Heidelberg, 1994. (Dissertation)
- Tobias Glodek, Christian Haberecht, Christoph Ungern-Sternberg: Politisches Kabarett und Satire. Mit Beiträgen von Volker Kühn, Henning Venske, Peter Ensikat, Eckart von Hirschhausen u. a., Wissenschaftlicher Verlag Berlin, Berlin 2007, ISBN 978-3-86573-262-0.
- Langenscheidt Arzt–Deutsch / Deutsch–Arzt. Lachen, wenn der Arzt kommt. Langenscheidt, Berlin 2007, ISBN 978-3-468-73177-8. (Sonderausgabe: Langenscheidt, Berlin 2013, ISBN 978-3-468-73882-1)
- Die Leber wächst mit ihren Aufgaben. Komisches aus der Medizin. 38. Auflage. Rowohlt Verlag, Reinbek 2008, ISBN 978-3-499-62355-4.
- Glück kommt selten allein …. Rowohlt, Reinbek bei Hamburg 2009, ISBN 978-3-498-02997-5. (Platz 1 der Spiegel-Bestsellerliste in den Jahren 2009 und 2010)
- Mein Glück kommt selten allein… Tagebuch. Glück kommt mit deinem persönlichen Glücks-Tagebuch! Rowohlt, Reinbek bei Hamburg 2009, ISBN 978-3-498-03005-6.
- Wohin geht die Liebe, wenn sie durch den Magen durch ist? Rowohlt, Reinbek bei Hamburg 2012, ISBN 978-3-499-62620-3.
- Wunder wirken Wunder. Wie Medizin und Magie uns heilen. Rowohlt, Reinbek bei Hamburg 2016, ISBN 978-3-498-09187-3. (Platz 1 der Spiegel-Bestsellerliste in den Jahren 2016 und 2017)
- Die bessere Hälfte. Worauf wir uns mitten im Leben freuen können gemeinsam mit Tobias Esch, Rowohlt, Reinbek bei Hamburg 2018, ISBN 978-3-498-03043-8.
- Mensch, Erde! Wir könnten es so schön haben. dtv Verlagsgesellschaft, München 2021, ISBN 978-3-423-28276-5.
- Der Pinguin, der fliegen lernte. dtv Verlagsgesellschaft, München 2025, ISBN 978-3-423-40078-7.

## Auszeichnungen
- 1996:  Deutscher Meister der Zauberkunst in der Kategorie Allgemeine Magie mit Vortrag
- 2000: Garchinger Kleinkunstmaske für sein Soloprogramm Filetspitzen
- 2003: Paulaner Solo+
- 2003: Jurypreis des Berliner Kleinkunstfestivals
- 2003: RTL Comedy Cup
- 2004 St. Ingberter Pfanne[42]
- 2007 DVD Champion in der Kategorie Special Interest für seine DVD Glücksbringer Live
- 2009: Krawattenmann des Jahres
- 2009: GQ Mann des Jahres in der Kategorie Literatur[43]
- 2009: Goldene Feder für sein Schaffen als Kabarettist und Bestsellerautor
- 2010: Buchliebling in der Kategorie Hörbuch (österreichischer Publikumspreis)
- 2011: Münchhausen-Preis der Stadt Bodenwerder
- 2011: Goldenes Schlitzohr
- 2012: Deutscher IQ-Preis in der Kategorie Kultur und Medien
- 2012: Lachender Amtsschimmel des DBB Beamtenbund und Tarifunion
- 2013: Prix-Pantheon-Sonderpreis in der Kategorie Geben & Nehmen für seine Stiftung Humor hilft heilen
- 2013: Preis für Medizinpublizistik der Deutschen Hochdruckliga[44]
- 2014: Orden Goldener Winzer der Stadt Bad Dürkheim der Karnevalsgesellschaft Derkemer Grawler[45]
- 2016: LovelyBooks Leserpreis in der Kategorie Humor für Wunder wirken Wunder
- 2017: Bad Iburger Courage-Preis
- 2017: Freundespreis der Pflege im Rahmen des Deutschen Pflegetags[46]
- 2018: Krefelder Krähe Ehrenpreis
- 2018: Bobby der Bundesvereinigung Lebenshilfe
- 2018: Radio Regenbogen Award als Medienmann 2017
- 2020: Kulturpreis der Eduard-Rhein-Stiftung[47]
- 2020:Umweltmedienpreis der Deutschen Umwelthilfe in der Sparte Film[48]
- 2021: „Fahrradfreundlichste Persönlichkeit“[49]
- 2022: Georg von Holtzbrinck Preis für Wissenschaftsjournalismus
- 2023: Recklinghäuser Hurz, Hauptpreis „Der-Wolf-und-das-Lamm-Hurz“[50]
- 2023: Hans-Carl-von-Carlowitz-Nachhaltigkeitspreis[51]
- 2025: Oberhummer-Award[52]